# میرزا-اریق (شهرستان اوزکند)
میرزا-اریق (به لاتین: Myrza-Aryk) یک روستا در قرقیزستان است که در شهرستان اوزکند واقع شده‌است. میرزا-اریق ۷٬۰۱۳ نفر جمعیت دارد.